# Microgobius curtus
 Microgobius curtus és una espècie de peix de la família dels gòbids i de l'ordre dels cipriniformes que es troba des de Costa Rica fins al Perú. Va ser descrit el 1939 per l'ictiòleg nord-americà d'origen lituà, Isaac Ginsburg.